# A Secret Love
Pour plus de détails, voir Fiche technique et Distribution.
A Secret Love est un film américain réalisé par Chris Bolan, sorti en 2020.

## Synopsis
Deux joueuses de baseball de l'All-American Girls Professional Baseball League gardent leur relation amoureuse secrète pendant près de 70 ans.

## Fiche technique
- Titre : A Secret Love
- Réalisation : Chris Bolan
- Scénario : Chris Bolan, Alexa L. Fogel et Brendan Mason
- Musique : Duncan Thum
- Photographie : Stephen Kazmierski
- Montage : Bernadine Colish
- Production : Alexa L. Fogel, Brendan Mason et Ryan Murphy
- Société de production : Beech Hill Films, Blumhouse Productions et Cowan, DeBaets, Abrahams & Sheppard
- Pays :  États-Unis
- Genre : Documentaire
- Durée : 81 minutes
- Dates de sortie : 29 avril 2020 (Netflix)

## Distribution
- Terry Donahue
- Pat Henschel

## Accueil
Le film a reçu un accueil favorable de la critique. Il obtient un score moyen de 77 % sur Metacritic.